# Erste Bank Open 2022
Erste Bank Open 2022 — тенісний турнір, що проходив на кортах з твердим покриттям у місті Відень, Австрія з 24 до 30 жовтня. Належав до категорії ATP 500, був турніром серії Vienna Open 2022 року.

## Фінальна частина

### Одиночний розряд
Данило Медведєв —  Денис Шаповалов 4–6, 6–3, 6–2

### Парний розряд
Александер Ерлер /  Лукас Мідлер —  Сантьяго Гонсалес /  Андрес Мольтені 6–3, 7–6(7–1)